# Bořek Šípek

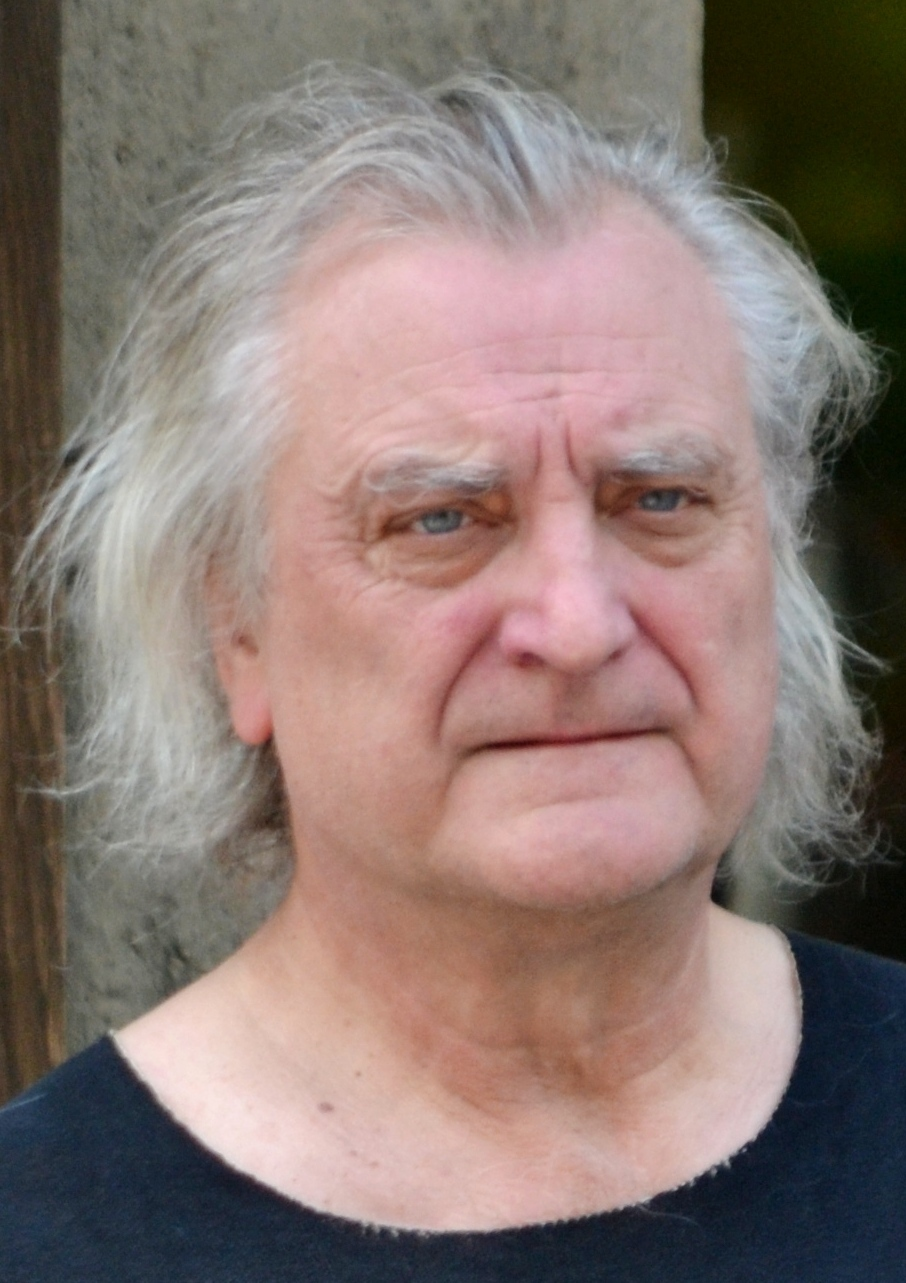
Bořek Šípek (2014)

Bořek Šípek (* 14. Juni 1949 in Prag; † 13. Februar 2016 ebenda) war ein tschechischer Architekt, Möbeldesigner und Glaskünstler.

## Leben
Bořek Šípek studierte von 1964 bis 1968 Möbeldesign an der Prager Kunstgewerbeschule. 1968 emigrierte er aus der damaligen sozialistischen Tschechoslowakei nach Deutschland. Er studierte Architektur an der Hochschule für bildende Künste Hamburg und Philosophie an der Universität Stuttgart. Von 1977 bis 1979 ist er wissenschaftlicher Mitarbeiter am Institut für Industriedesign der Universität Hannover. Nach seinem Doktorat in Architektur an der Technischen Universität Delft im Jahre 1979 war er bis 1983 Dozent für Designtheorie an der Universität Essen.
1983 siedelte er nach Amsterdam über und gründete sein eigenes Architektur- und Designbüro, später auch mit David Palterer die Designfirma Alterego. 1989 gründete er ein Kunststudio in Prag. Von 1990 bis 1998 war er Professor für Architektur und Design an der Akademie für Kunst, Architektur und Design Prag, anschließend lehrte er an der Universität für angewandte Kunst in Wien. Von 2005 bis 2012 war er Professor und Dekan der Fakultät für Kunst und Architektur der Technischen Universität Liberec.
Šípek hatte drei Söhne, zwei mit der englischen Choreographin Bambi Uden, einen mit der tschechischen Sängerin Leona Machálková.

## Wirken
Šípek wurde vor allem bekannt mit seinen Möbelentwürfen und Glaskunst, unter anderem für das Unternehmen Ajeto in Nový Bor. Seine Arbeiten fanden weltweit Beachtung und finden sich in Dauerausstellungen in Museen in New York, Amsterdam, Paris, London, Seoul, Beirut, Tokio und Bangkok.
Für sein Werk erhielt Šípek 1983 den Deutschen Architekturpreis. 1993 erhielt er den Prins Bernhard Cultuurfonds Prijs. 1991 erfolgte die Ernennung zum Ritter des französischen Ordens für Kunst und Literatur (Ordre des Arts et des Lettres).
Sein Credo war „form follows poetry“.

## Werk (Auswahl)
Als Architekt wurden nach seinen Plänen 1994 das Opernhaus in Kyōto, Japan, oder 1993 bis 2002 das Museum für Gegenwartskunst Museum Het Kruithuis in ’s-Hertogenbosch in den Niederlanden, realisiert. 1995 wurde die Boutique von Modedesigner Karl Lagerfeld in Paris gestaltet. Für den Automobilhersteller Škoda plante er in Wolfsburg einen Ausstellungspavillon. Über zehn Jahre lang arbeitete er im Auftrag von Staatspräsident Václav Havel als Hauptarchitekt der Prager Burg, vor allem für die Restaurierung der Innenräume.
- „Kunst-Tür“ des Glasfoyers zum Deutschen Theater (Göttingen), eingeweiht 1984.[5]

## Schriften
- Architektur als Vermittlung. Semiotische Untersuchung der Architektonischen Form als Bedeutungsträger, Karl Krämer Verlag 1980, ISBN 3-7828-1451-7
- Borek Sipek: Style Forms Function, Distributed Art Pub Inc 1991, ISBN 90-5006-065-X
- zusammen mit Philippe Louguet: Bořek Šípek, Ed De Virginie 1998, ISBN 2-906571-74-1
- zusammen mit Ajeto Šípek: MM Collection. Sketches and Prototypes., LHOOQ Switzerland 2000
- Borek Sipek, Architekt und Designer, Pepin Press 2001, ISBN 90-5496-061-2
- Vaclav Havel - Borek Sipek: Castle Works / Hradni Prace, 1992-2002, 2003, ISBN 80-902596-9-3
- zusammen mit Gerald Bast, Martina Fineder, Stefan Zinell: 360°: Ein Designpanorama, Universität f. angewandte Kunst Wien 2005, ISBN 3-85211-122-6

### Herausgeberschaft
- The International Design Yearbook. 8 , Abbeville Press 1993, ISBN 1-55859-428-0
- Das Internationale Design Jahrbuch 1993/94., Bangert München 1993
- zusammen mit Rick Poynor: The International Design Year Book 1993, Laurence King Publishing 1993, ISBN 1-85669-032-6